# Troy, New Hampshire
Troy är en kommun (town) i Cheshire County i delstaten New Hampshire i USA med 2 130 invånare (2020).